# Larkspur (Alberta)
Pour les articles homonymes, voir Larkspur.
Larkspur est un village d'été (summer village) du Comté de Westlock, situé dans la province canadienne d'Alberta.

## Démographie
En tant que localité désignée dans le recensement de 2011, Larkspur a une population de 38 habitants dans 16 de ses 69 logements, soit une variation de -32,1 % avec la population de 2006. Avec une superficie de 0,220 9 km2, Larkspur possède une densité de population de 172,023 5 hab/km2 en 2011.
Concernant le recensement de 2006, Larkspur abritait 56 habitants dans 25 de ses 69 logements. Avec une superficie de 0,220 9 km2, le village d'été possédait une densité de population de 253,5 hab/km2 en 2006.
| 2001 | 2006 | 2011 | 2016 |
| ---- | ---- | ---- | ---- |
| 21   | 56   | 38   | 44   |